# たましいのスケジュール
「たましいのスケジュール」は、横山潤子の合唱曲、および同曲を表題曲とする合唱組曲。作詞は覚和歌子。略称は「タマ助」。

## 概説
奈良県高等学校選抜合唱団の委嘱により横山は2009年（平成21年）に混声合唱曲『影絵』を作曲、同年8月の全国高等学校総合文化祭において上西一郎の指揮で初演された。横山は「"光と影のこと”が心の中でざわざわしていたその頃。あるとき、思いもよらぬご縁から高校生のための混声合唱曲のご依頼をいただきました。」と述べる。「何度目かの"人生の宿題"に揉まれていた。（中略）その人生の宿題のさなかに人から聞いて腑に落ちる思いだった「光と影」のことがずっと頭にあり」と、横山にとって転機となる仕事であったことを匂わせる。この「光と影」は組曲を貫くモチーフとなる。
『影絵』を軸に組曲化の構想が上がり、横山は『影絵』が所収されている覚の詩集『海のような大人になる』（理論社、2007年）から3編の詩を選び、『教育音楽』中学・高校版の付録という形で1曲ずつ発表、2011年に（平成23年）に混声合唱組曲として出版に至った。今日では人気作曲家として多数の合唱組曲を発表している横山であるが、出版に至った混声合唱組曲としては初のものである。また『海のような大人になる』の詩に付曲した合唱曲としてはすでに信長貴富が『リフレイン』（音楽の友社、2009年6月）を発表していたことから、横山は『リフレイン』との重複を意識して避けたとされる。2012年（平成24年）には女声合唱に編曲された版も出版されている。

## 曲目
全4曲からなる。全編でピアノ伴奏が付く。横山は詩を選んだ理由、そしてテーマのつながりという点で『影絵』と『たましいのスケジュール』がペアであるイメージとしている。
1. 空
ト長調。初出は『教育音楽』中学・高校版2011年3月号。
2. たましいのスケジュール
ト長調。出雲市立平田中学校合唱部の委嘱により2011年度の全日本合唱コンクール島根県大会において同校の自由曲として初演、演奏後の『教育音楽』中学・高校版2011年9月号で楽譜が発表された。「輪廻転生の世界に惹かれる思いが当時の心の中にあり、巡り合えたこの詩にメロディを乗せた」[1]としている。「前半は心地よい揺らぎの中。深い海の中が美しいユニゾンで表現され、たましいの物語が始まります。いのちの誕生とともに鮮やかな色彩を思わせる場面の展開があり、最後は感動的に歌い上げ、音楽はまた深い海の揺らぎの中に…。」[1]
本曲のみ、同声二部版（『教育音楽 小学版』2021年5月号）、混声三部版（『教育音楽』2022年5月号）、男声合唱版（『男声合唱のための グリークラブ・ソングセレクションⅡ ぜんぶ』（音楽之友社、2023年3月）に所収）が存在する。
3. 子もりうたの前に
イ長調。初出は『教育音楽』中学・高校版2011年12月号。
4. 影絵
臨時記号による転調が多く、調性は感じにくい。初演後に『教育音楽』中学・高校版2010年2月号で楽譜を発表。

## 楽譜
組曲の楽譜は音楽之友社から出版されている。
- （混声版）ISBN 9784276545878
- （女声版）ISBN 9784276555969